# Семья Корлеоне
Семья Корлеоне, также ранее Семья Андолини (итал. famiglia Corleone; сиц. famigghia Carleone) — вымышленная преступная организация в мире фильмов трилогии «Крёстный отец» и одноимённых видео-играх «The Godfather: The Game», одна из пяти семей Нью-Йорка.

## Члены
- Майкл Корлеоне — дон.
- Вито Корлеоне — бывший дон и бывший консильери.
- Том Хейген — юрист семейства и консильери. Временный дон во время правления Майкла во второй части трилогии.
- Сонни Корлеоне — временный дон, андербосс (подбосс) до своей смерти
- Фредо Корлеоне — средний сын Вито, при правлении Майкла номинально занимал пост подбосса.
- Лука Брази — друг и наёмный убийца семьи, солдат.
- Питер Клеменца — капо.
- Сальваторе Тессио — бывший капо, предатель.
- Рокко Лампоне — авторитетный человек мафии в Лас-Вегасе, солдат[2]Затем капореджиме.
- Полли Гатто - предатель, бывший солдат, из команды Клеменцы, водитель дона.
- Ник Джераси - бывший капореджиме, предал семью, упоминается только в книгах. Занял место Тессио.
- Фрэнк Пентанджели - бывший капореджиме, предал семью, при начале своего расцвета занял место Клеменцы.
- Аль Нери - один из профессиональных убийц семьи. Солдат, затем Андербосс.
- Бьюзетта (имя?) - солдат семьи при Майкл Корлеоне. Был убит.
- Уилльам Чиччи - поднялся по карьерной лестнице в ходе убийства дона семьи Кунео, солдат под реджиме Фрэнка Пентанджели. Его правая рука.

## Краткая история
Семья, основанная в 1920-х годах Вито Корлеоне, одним из могущественных персонажей фильма, просуществовала вплоть до 1980-х, во время прогулки с его средним сыном Фредо, дона подстреливают, он отправляется в госпиталь, а его сыновья стараются вести бизнес, неопытными донами пользуются другие семьи, нападают на них, объединяются чтобы уничтожить, подговаривают чтобы разрушить семью изнутри, другим семьям не нравилось то что Корлеоне имеют слишком много связей в политике, а также не хотят сотрудничать в области распространения наркотиков, вскоре отец выздоравливает и узнаёт что старшего сына — Сонни, убили, он собирает всю мощь семьи и убивает важнейших врагов одерживая победу в этой войне, после естественной смерти дона в саду с одним из его маленьких внуков, во главу семьи встаёт Майкл, младший сын.